# Taekwondo na Universíada de Verão de 2021
O taekwondo na Universíada de Verão de 2021 será disputado no ginásio do campus de Wangjiang da Universidade de Sichuan (Wangjiang Campus Gymnasium, Sichuan University), em Chengdu, na China, entre 29 de julho e 4 de agosto de 2023.

## Calendário
| Taekwondo   | Julho | Julho | Julho | Julho | Julho | Agosto | Agosto | Agosto | Agosto | Agosto | Agosto | Agosto | Agosto | Eventos |
| Taekwondo   | 27    | 28    | 29    | 30    | 31    | 1      | 2      | 3      | 4      | 5      | 6      | 7      | 8      | Eventos |
| ----------- | ----- | ----- | ----- | ----- | ----- | ------ | ------ | ------ | ------ | ------ | ------ | ------ | ------ | ------- |
| Masculino   |       |       | 1     | 1     | 2     | 2      | 2      | 2      | 1      |        |        |        |        | 11      |
| Feminino    |       |       | 1     | 1     | 2     | 2      | 2      | 2      | 1      |        |        |        |        | 11      |
| Dupla mista |       |       |       | 1     |       |        |        |        |        |        |        |        |        | 1       |
| Total       |       |       | 2     | 3     | 4     | 4      | 4      | 4      | 2      |        |        |        |        | 23      |

|  | Dia de competição |  | Dia de final |

## Medalhistas

### Masculino
| Evento     | Ouro       | Prata      | Bronze     |
| Individual | Individual | Individual | Individual |
| ---------- | ---------- | ---------- | ---------- |
| até 54kg   |            |            |            |
| até 58kg   |            |            |            |
| até 62kg   |            |            |            |
| até 67kg   |            |            |            |
| até 72kg   |            |            |            |
| até 78kg   |            |            |            |
| até 84kg   |            |            |            |
| acima 84kg |            |            |            |
| Pumsae     |            |            |            |
| Equipe     |            |            |            |
| Equipe     |            |            |            |
| Pumsae     |            |            |            |

### Feminino
| Evento     | Ouro       | Prata      | Bronze     |
| Individual | Individual | Individual | Individual |
| ---------- | ---------- | ---------- | ---------- |
| até 46kg   |            |            |            |
| até 49kg   |            |            |            |
| até 53kg   |            |            |            |
| até 57kg   |            |            |            |
| até 62kg   |            |            |            |
| até 67kg   |            |            |            |
| até 73kg   |            |            |            |
| acima 73kg |            |            |            |
| Pumsae     |            |            |            |
| Equipe     |            |            |            |
| Equipe     |            |            |            |
| Pumsae     |            |            |            |

### Dupla mista
| Evento | Ouro | Prata | Bronze |
| ------ | ---- | ----- | ------ |
| Pumsae |      |       |        |